# 飯塚大悟
飯塚 大悟（いいづか だいご、1982年4月13日 - ）は、日本の放送作家（構成作家）。テレビ番組、ラジオ番組の構成を行う。東京都在住。血液型AB型。

## 来歴
新潟県出身。創価大学在学中は落語研究会に所属し学生芸人として活動していた。大学卒業後、制作会社でアシスタントディレクターなどを経験した後にテレビ朝日のバラエティー『いきなり!黄金伝説。』で放送作家デビュー。2005年に始まった「大学お笑い日本一決定戦」の開催の中心となった。オードリーとは無名時代からの付き合いであり、2006年の初単独ライブで映像編集の手伝いをした。また、落語研究会の先輩でもあるナイツとも関係が深い。
『解決!ナイナイアンサー』、『陸海空 地球征服するなんて』、『クレイジージャーニー』などの構成を務め、現在も幅広い時間帯の多数のテレビ番組の他、ラジオ『オードリーのオールナイトニッポン』などを担当している。飯塚も学生芸人出身ということもあり、学生お笑いの大会「大学芸会」の審査員も務めている。

## 現在の担当番組
以下は、飯塚が担当する主な番組の一覧である。
- ぐるぐるナインティナイン（日本テレビ）
- ヒルナンデス!（日本テレビ）
- ニノさん（日本テレビ）
- ゼロイチ（日本テレビ）
- 女芸人No.1決定戦 THE W（日本テレビ）
- 帰れマンデー見っけ隊!!（テレビ朝日）
- 10万円でできるかな（テレビ朝日）
- 家事ヤロウ!!!（テレビ朝日）
- サンドウィッチマン&芦田愛菜の博士ちゃん（テレビ朝日）
- 水曜日のダウンタウン（TBS）
- 櫻井・有吉THE夜会（TBS）
- クレイジージャーニー（TBS）
- トークィーンズ（フジテレビ）
- オードリーのオールナイトニッポン（ニッポン放送）

## エピソード
- 「誰にも頼まれてないプレイリスト」（Apple Music）を随時更新している[4]。
- 「漫画家になりたい」と思っている時期があった[5]。
- ナイツの塙宣之いわく、「1番忙しい飯塚くんが1番量送ってくるし、1番早い」[6]
- 石井玄いわく、「飯塚さんの仕事ぶりは尊敬しかない」[7]

## 取材・メディア出演等
- マイナビニュース「テレビ屋の声」インタビュー[8]
- TOKYOFM「山崎怜奈の誰かに話したかったこと。」コメント[9]
- 日経エンタテインメント!(2021年5月号)「新ヒットメーカーの条件」特集 紹介[10]
- BRUTUS No. 941(2021年7月1日号)「大人の勉強案内」取材
- YouTubeチャンネル「おまけの夜」インタビュー（前篇）出演[11]
- YouTubeチャンネル「おまけの夜」インタビュー（後篇）出演[12]
- GERA放送局「ママタルトのラジオ母ちゃん」出演[13][14]
- GERA放送局「石井玄のアフタートークのアフタートークラジオ」出演[15]
- YouTube「ナイツ塙の自由時間」出演[16][17][18][19]
- お笑いナタリー 「今月のお笑い」（ウエストランド井口との連載）[20]
- GERA放送局「つぶぞろい2023 ～みんな売れて大復活ライブ～ in 草月ホール記念GERAラジオ」パーソナリティとして出演[21][22]

## これまでの主な仕事

### 日本テレビ
- 解決!ナイナイアンサー
- Woman on the Planet
- ヨロシクご検討ください
- たりないふたりシリーズ
- 犬も食わない
- UWASAのネタ
- 耳が痛いテレビ
- グサッとアカデミア
- コメンテーター予備校
- ウケる!偉人伝
- NEWカップルS
- スゴ動画超人GP
- ドラマちっくニュース
- B面政治家
- やりすぎ未来計画
- 阿佐ヶ谷姉妹のおばさんだってできるわよ
- 3時のヒロインmeetsガールズクリエイター
- さんま岡村特番
- 24時間テレビ
- NETA FES JAPAN
- THE芸人プリズン
- 漫才JAPAN
- WARAゲーム
- ウンナンのニッポン全国大表彰!国民的オブ・ザ・イヤー2021
- 出動!バクダン処理班

### テレビ朝日
- いきなり!黄金伝説。
- よゐこの無人島0円生活
- 陸海空 地球征服するなんて
- 陸海空 こんなところでヤバいバル
- SMAP☆がんばりますっ!!
- 帰れまサンデー
- キス濱テレビ
- OLくらぶ
- キスマイGAME
- キスマイ魔ジック
- キスマイレージ
- キスマイ10周年でやれるかな？
- ソノサキ〜知りたい見たいを大追跡!〜
- 天才キッズ全員集合〜君ならデキる!!〜
- 運命のひと押し 〜ここで印鑑を押しますか?〜
- 俺の持論
- まとめないで!!
- 見る人が見た!!
- もしも師
- オードリーと選の夜

### TBSテレビ
- オールスター感謝祭
- オールスター後夜祭
- 有吉ジャポン
- 有吉ジャポンⅡ ジロジロ有吉
- V6の愛なんだ
- 新どうぶつ奇想天外!
- ペコジャニ∞!
- なかい君の学スイッチ
- ラストキス〜最後にキスするデート
- 1番だけが知っている
- 林修の歴史ミステリー
- 実録まさかのオーメン
- なにゆえのカリスマ
- 似すぎてジワる
- マッチングⅣ
- KYOKUGEN
- 生放送で満点出せるか100点カラオケ音楽祭
- ザ・ドリームマッチ2020
- 本当のとこ教えてランキング
- 歌ネタゴングSHOW 爆笑!ターンテーブル
- 審査員長・松本人志
- 有吉ワールドリポート
- 地球を笑顔にするTV 香川と指原と安住と…SDGsって何だ？SP
- 背筋も凍るほわ～い話
- 霜降りミキXIT
- 中居大輔と本田翼の夜な夜なラブ子さん
- イキスギさんについてった

### テレビ東京
- ポンコツ&さまぁ〜ず
- 超ポンコツさまぁ～ず
- 内村のツボる動画
- 視聴者様に飼われたい
- 日本異国人街台所一番
- マヂカルクリエイターズ
- ヤギと大悟

### フジテレビ
- フルタチさん
- 有吉ダマせたら10万円
- めざましどようび
- ツギクル芸人グランプリ
- 噂の現場急行バラエティー レディース有吉
- 上沼恵美子×坂上忍の東西べしゃり歌合戦
- ローランド先生
- トークィーンズ
- ゆるNSクラブ
- かまいたちの謎NSアワード
- FNS27時間テレビ 鬼笑い祭

### NHK
- さよなら!アローン会
- 笑あがき
- モンダイな条文～世界の謎ルール
- 笑いの創造神たち

### ラジオ
- オードリーのオールナイトニッポン
- 3時のヒロインのオールナイトニッポン0(ZERO)
- オズワルドのオールナイトニッポン0(ZERO)
- 吉住のオールナイトニッポン0(ZERO)
- ジャルジャルのオールナイトニッポンX
- Zoomgalsのオールナイトニッポン0(ZERO)
- オダウエダのオールナイトニッポン0(ZERO)
- 平成ノブシコブシのオールナイトニッポン

### WEB
- YouTube古井ひでおチャンネル[23]
- TikTokCREATOR’S LAB. 2020 -REFLECTIONS-

### ライブ
- 明日のたりないふたり
- たりふた SUMMER JAM ’14
- ナイツ独演会
- オードリー単独ライブ
- ニッチェ単独ライブ
- ウエストランド単独ライブ
- 女子中学生がさらば青春の光に100分間質問攻めするライブ
- ニッポン放送お笑いラジオスターライブ
- つぶぞろい2023 ～みんな売れて大復活ライブ～ in 草月ホール

### 主催ライブ
- 2011年1月16日(日) 「どうにかなるライブ つぶぞろい」
- 2011年7月16日(土)「地下芸人VSよしもと芸人 大喜利バトル」
- 2011年9月25日(日) 「つぶぞろい2～ガチで売れるかもしれない若手SP～」
- 2012年2月25日(土)「つぶぞろい3～完全にウレかけてますSP～」
- 2012年2月25日(土)「企画ぞろい～いろんな企画をやるライブ～」
- 2013年4月14日(日) 「つぶぞろい4～ザ・ファイナル～」
- 2013年11月9日(土)「昼下がりの宴」
- 2014年4月5日(土)「三四郎とウエストランドの集い」
- 2015年2月7日(土)「芸人さん企画さん」
- 2015年11月29日(日)「芸人闇市」※協力
- 2015年11月29日(日)「屁理屈芸人を論破するライブ」